# Alhama de Murcia
Alhama de Murcia  ist eine Gemeinde und auch eine Stadt, in der autonomen Region Murcia in Spanien. 
Sie liegt 30 km südwestlich von Murcia entfernt. Die Autovía A-7 umgeht den Ort auf der östlichen Seite.
2024 hatte die Gemeinde 23.578 Einwohner auf einer Fläche von 311,55 km².

## Politik
| Partei | 2015      | 2015  | 2011      | 2011  |
| Partei | Stimmen % | Sitze | Stimmen % | Sitze |
| PP     | *         | *     | 38,40 %   | 9     |
| PSOE   | *         | *     | 27,09 %   | 6     |
| CCD    | *         | *     | 16,21 %   | 3     |
| IU     | *         | *     | 15,50 %   | 3     |

Quelle: Spanisches Innenministerium

## Wirtschaft und Infrastruktur
Die Wirtschaft wird wie in großen Teilen der Region Murcia durch die Landwirtschaft dominiert.
Cercanías-Nahverkehrszüge der Renfe verbinden Alhama de Murcia mit der Regionshauptstadt Murcia und darüber hinaus mit weiteren größeren Städten wie Alicante.

## Bevölkerungsentwicklung der Gemeinde
Quelle: INE-Archiv - grafische Aufarbeitung für Wikipedia

## Söhne und Töchter
- Pablo Bernal (* 1986), Bahnradsportler
- Antonio Peñalver (* 1968), ehemaliger Zehnkämpfer